# 용모
용모(容貌)는 사람의 얼굴 모양을 뜻한다. 비슷한 말로 외모(外貌)가 있다. 외모는 얼굴과 몸매 모두를 두고하는 말이다. 또한 풍모(風貌)라는 말도 있는데, 풍모는 얼굴 · 몸매 · 복장 · 태도 등을 종합한 외형의 것으로, 얼굴이 아니라 몸매나 복장에 주로 가리키는 말이다. 문화에 따라 선호하는 외모는 전혀 다르다. 현대에서 자신의 용모에 대해 신경을 쓰는 사람이 많으며, 성형을 하는 사람들도 적지 않다. 또한 헤어 스타일이나 패션에 따라 외형의 외모는 크게 영향을 받는다. 이처럼 개개인의 외모가 다른 것으로, 인간의 다양성을 만들어 내고있다. 외모의 차이는 유전적인 것도 있고, 연령이나 질병에 의한 것도 있다.

## 같이 보기
- 외모지상주의
- 생체인증
- 복장 규정
- 패션
- 여체
- 머리 모양
- 인체
- 헤어 컬러링
- 나체
- 성적 매력
- 성 선택
- 체격형